# Cumeeira
Cumeeira es una freguesia portuguesa del concelho de Penela, con 19,53 km² de superficie y 1.273 habitantes (2001). Su densidad de población es de 65,2 hab/km².